# Pergesa acteus
Pergesa acteus là một loài bướm đêm thuộc họ Sphingidae. Loài này có ở Sri Lanka, Ấn Độ, Nepal, Myanmar, Thái Lan, miền đông và miền nam Trung Quốc, Đài Loan, Nhật Bản (quần đảo Ryukyu), Malaysia bán đảo, Indonesia (Sumatra, Java, Sulawesi) và Philippines (Palawan). Vietnam
Sải cánh khoảng 64–80 mm.
Sâu bướm ăn các loài Alocasia odora, Syngonium podophyllum, Amorphophallus, Arisaema, Caladium, Colocasia, Dieffenbachia, Begonia, Commelina, Leea, Cissus và Vitis.

## Hình ảnh

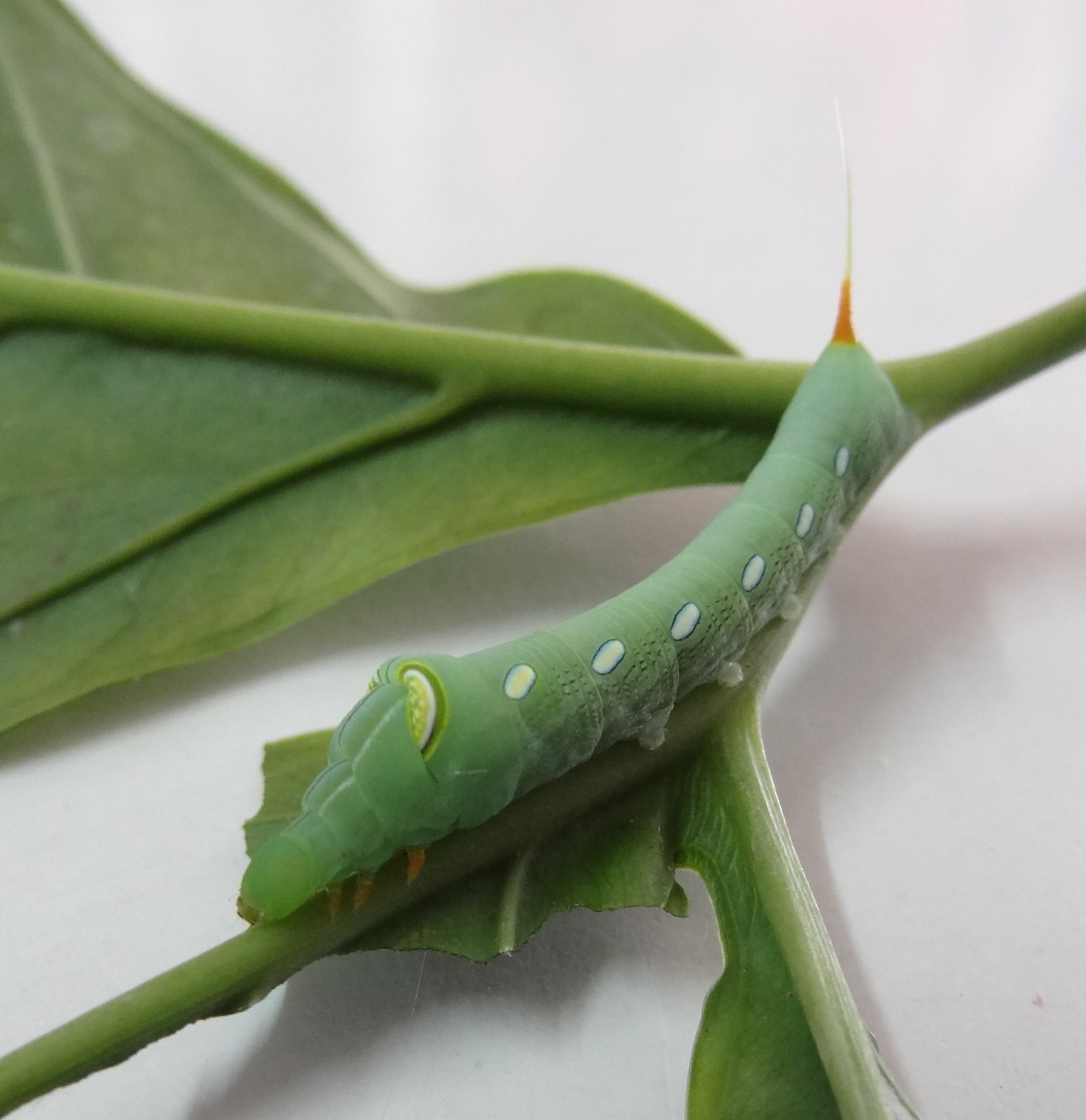
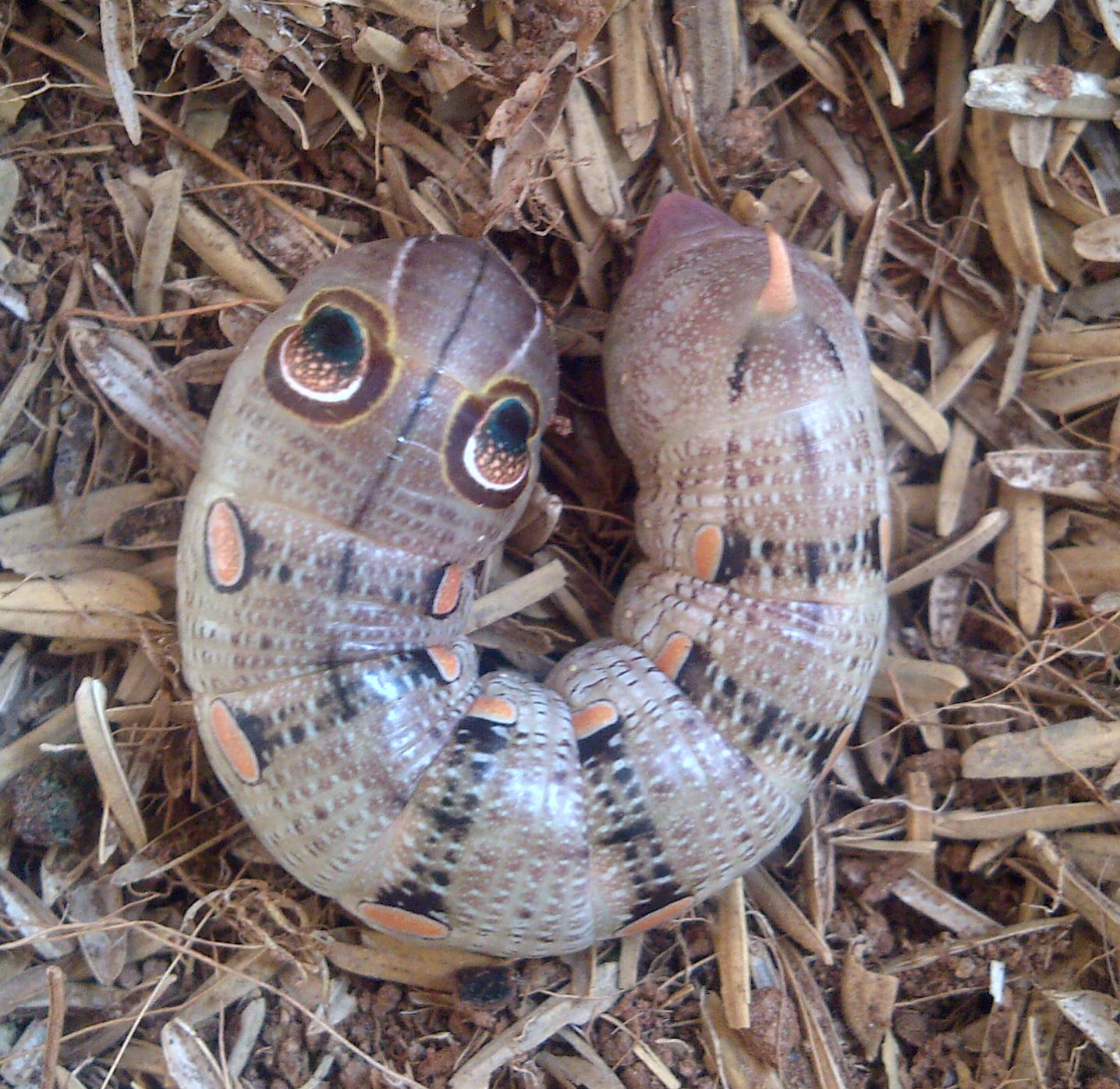
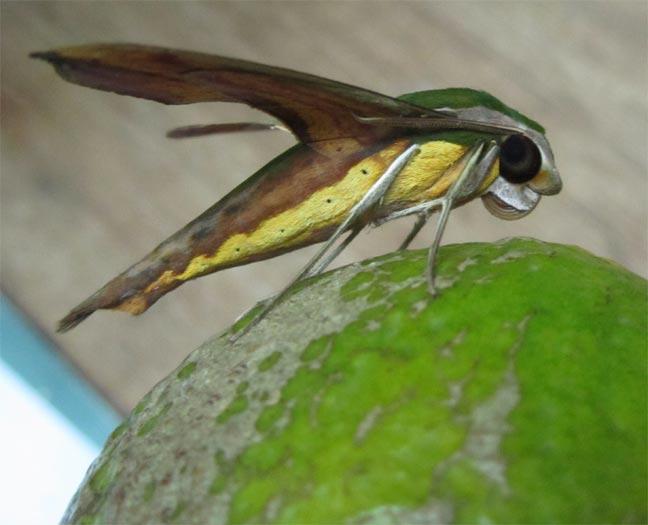

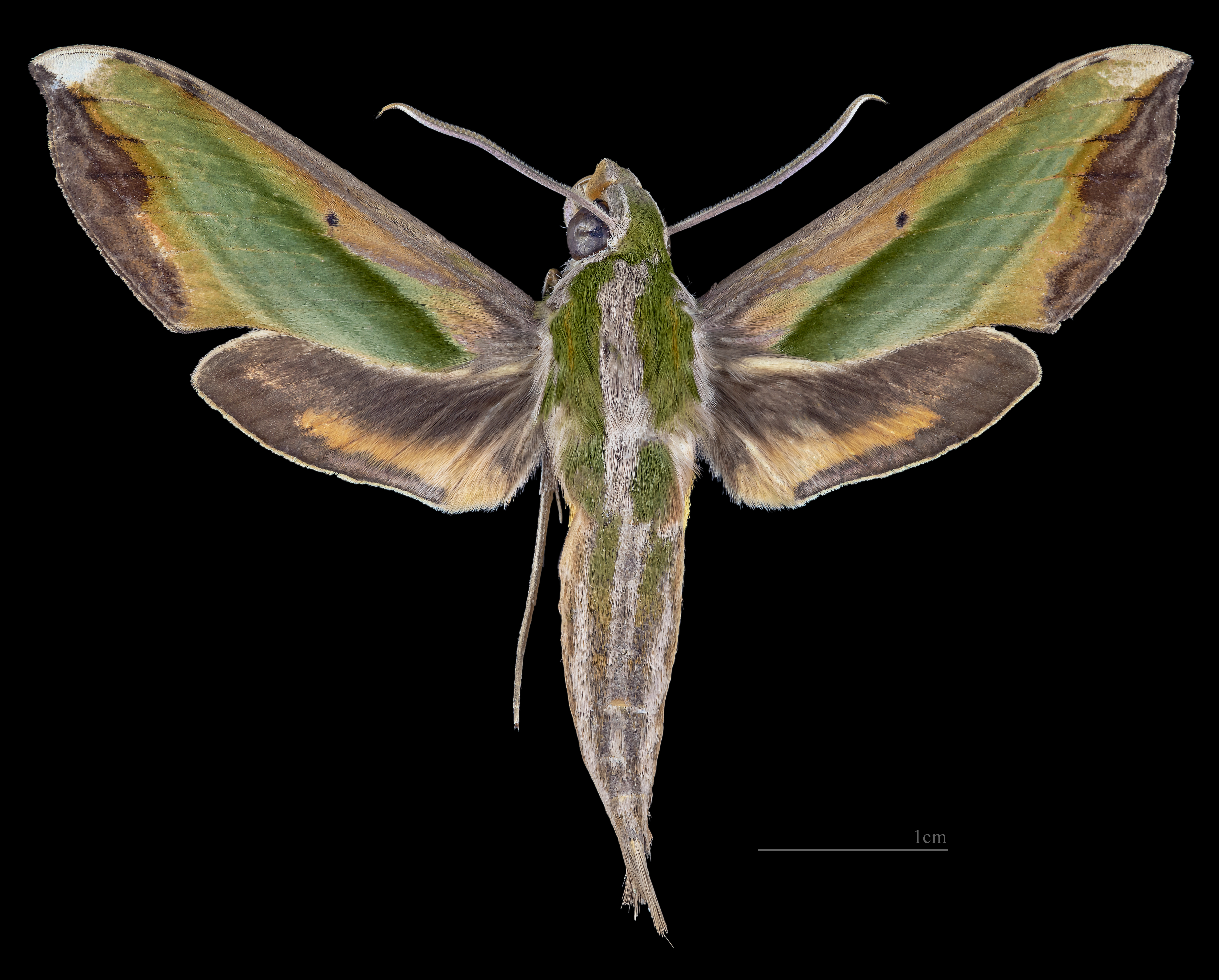
Pergesa acteus ♂
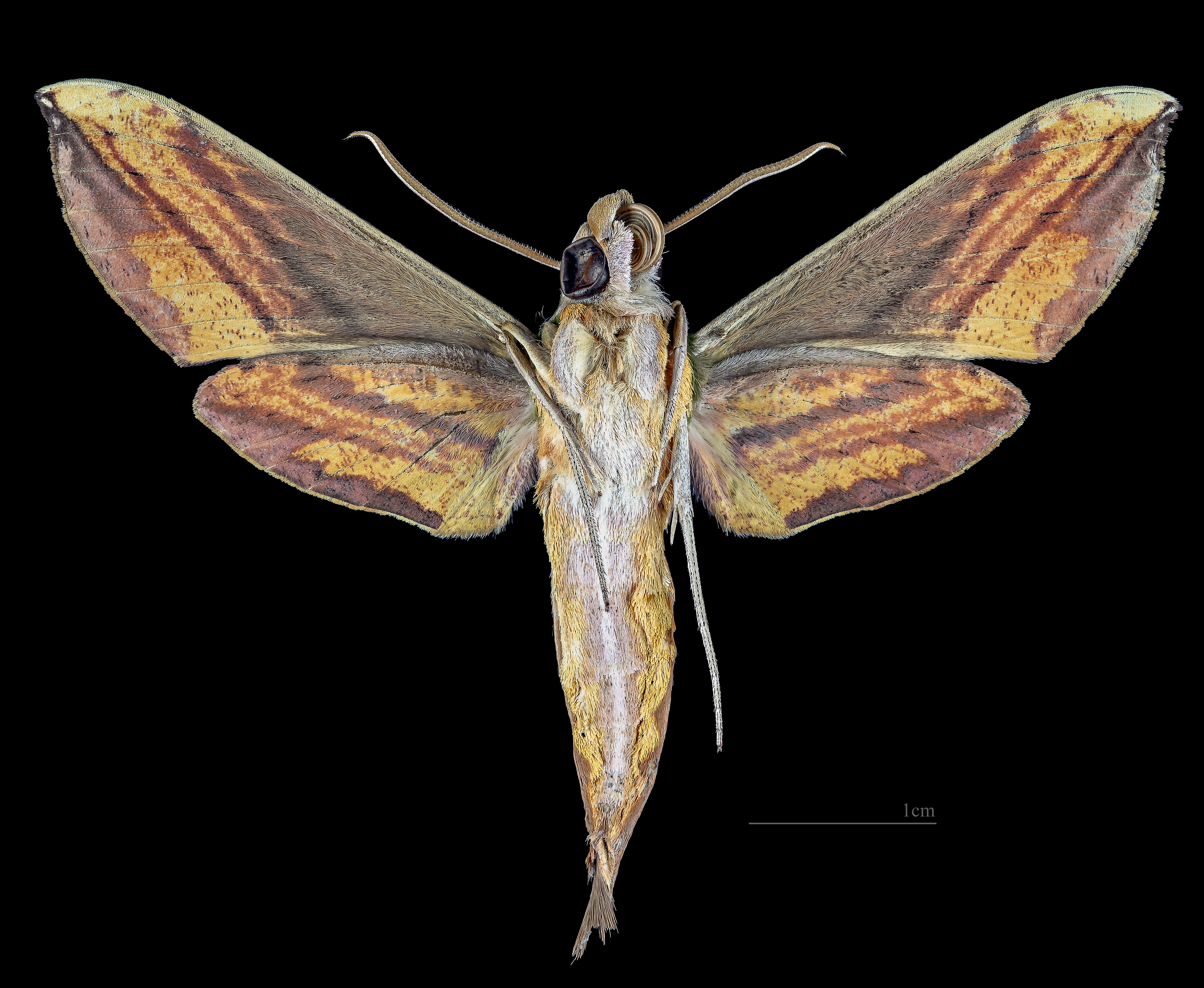
Pergesa acteus ♂  △
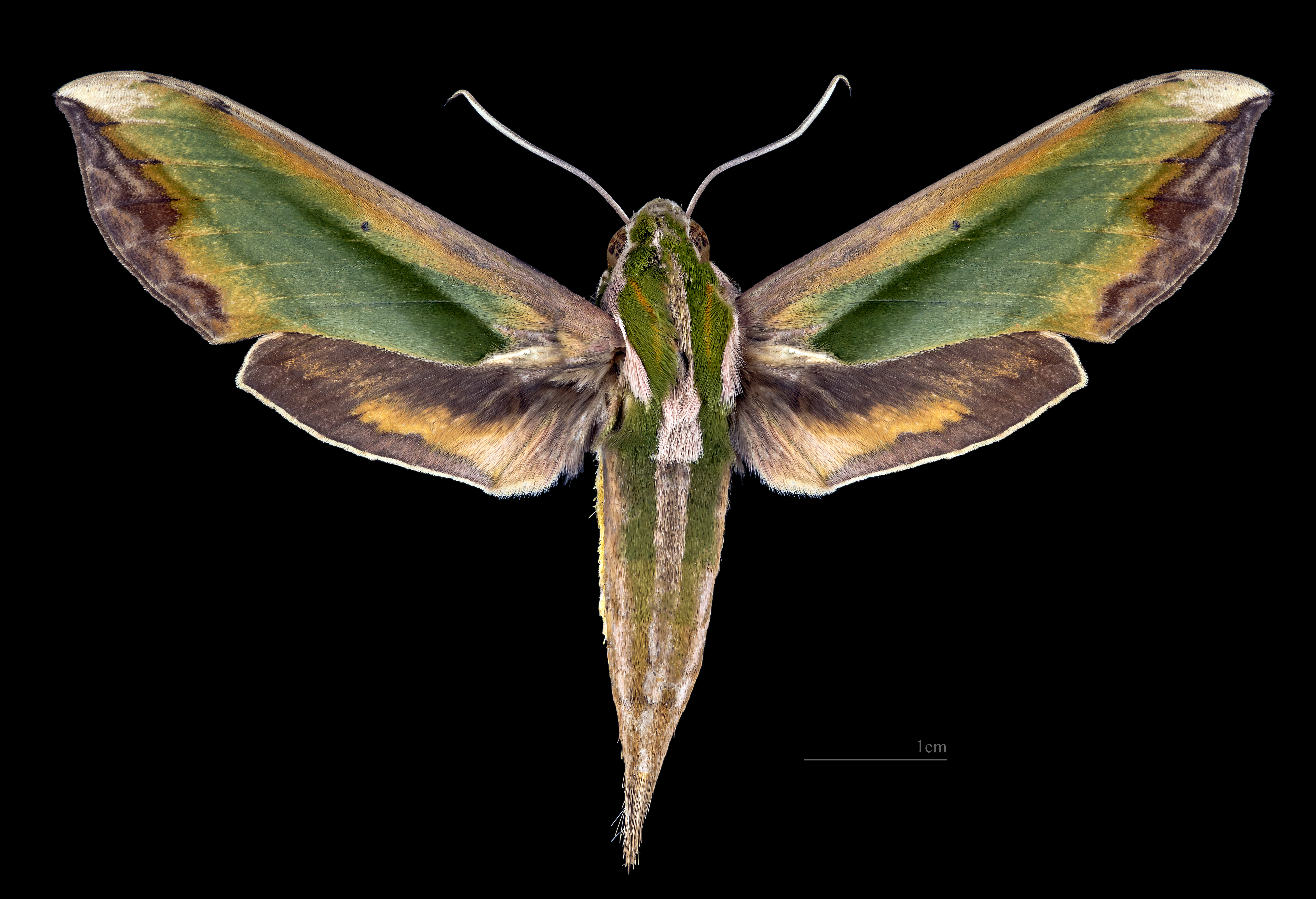
Pergesa acteus ♀
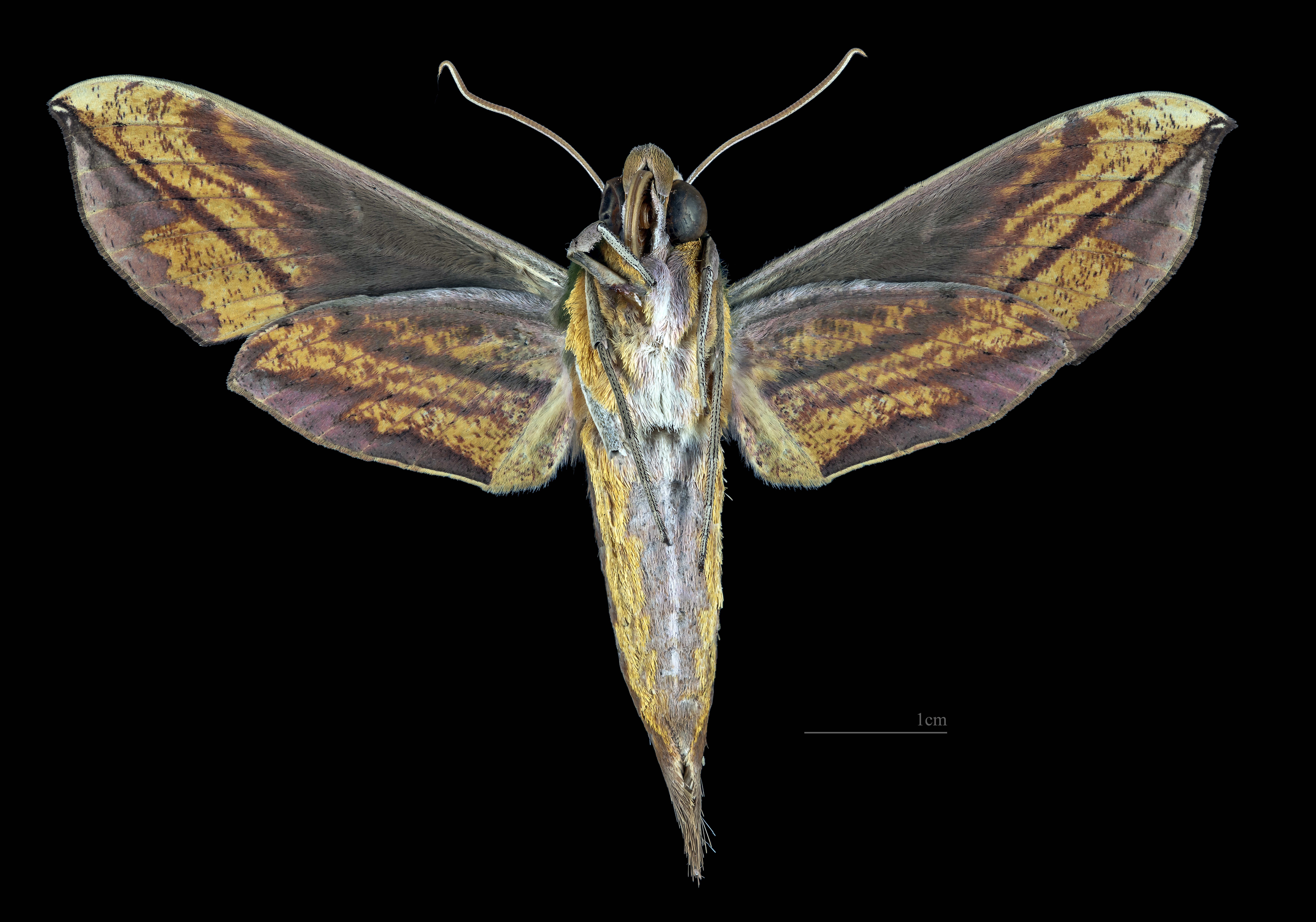
Pergesa acteus ♀ △

- Tập tin:Pergesa acteus (Thailand, Nonthaburi, Bang Bua Thong, Soi Mu Ban Bua Thong 4, 2.xi.2014) (D. Kruger) Eggs.jpg
- Tập tin:Pergesa acteus (Thailand, Nonthaburi, Bang Bua Thong, Soi Mu Ban Bua Thong 4, 17.ix.2014) (D. Kruger) pupa 3.jpg